# Kozłowy Staw
Kozłowy Staw (kaszb. Kòzłowé Błotkò) – część wsi Łapalice w Polsce, położona w województwie pomorskim, w powiecie kartuskim, w gminie Kartuzy. Wchodzi w skład sołectwa Łapalice.
W latach 1975–1998 Kozłowy Staw administracyjnie należał do województwa gdańskiego.